# Gabriel Rufián

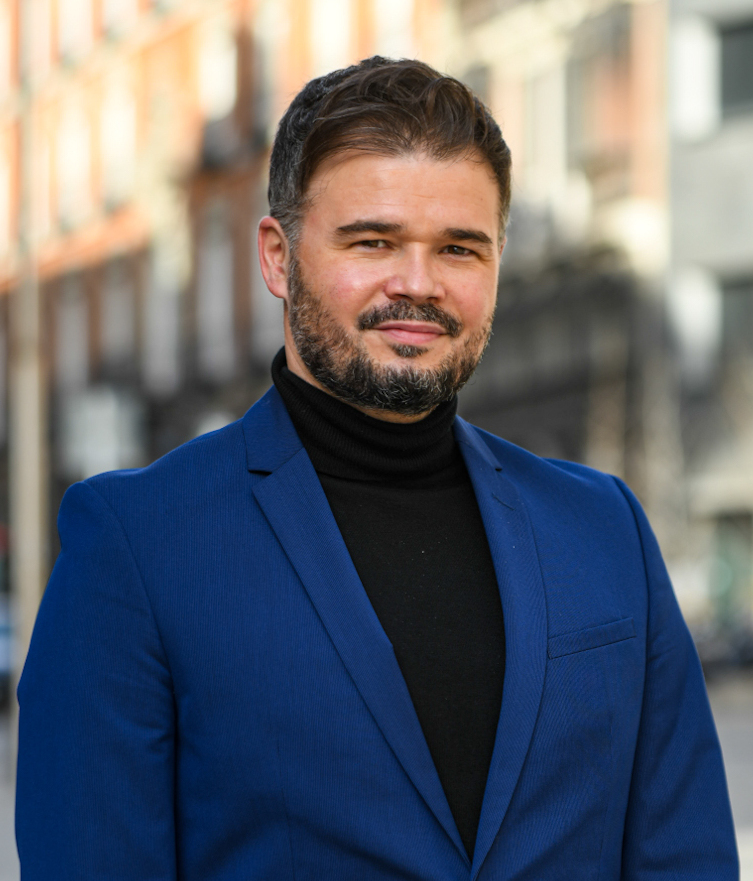
Gabriel Rufian, Esquerra Republicana, 2019

Juan Gabriel Rufián Romero (* 8. Februar 1982, in Santa Coloma de Gramanet) ist ein spanischer Aktivist und Politiker aus Katalonien. Er ist seit 2015 Mitglied des spanischen Parlaments.

## Herkunft und Ausbildung
Er wuchs in Barcelona in den Stadtvierteln Fondo de Santa Coloma de Gramanet und Badalona in einer linken Familie auf, die aus Andalusien in den 1960er nach Katalonien zog. Er lebt derzeit in Sabadell.
Er hat ein Diplom in Arbeitsbeziehungen und einen Master-Abschluss in Personalmanagement der Universität Pompeu Fabra.
Bevor er sich der Politik widmete, arbeitete er zehn Jahre in der Privatwirtschaft.

## Politisches Leben
Er engagierte sich zunächst in der katalanischen Unabhängigkeitsbewegung als Mitglied von Súmate („Schließ Dich an“), die besonders aus der Gruppe von Spanisch sprechenden Unterstützern der katalanischen Unabhängigkeit bestand.
Im Jahr 2015 trat er der Assemblea Nacional Catalana (Katalanischen Nationalversammlung) (ANC) bei und wurde im Mai zum Mitglied ihres nationalen Sekretariats gewählt (der achte meistgewählte Kandidat mit 3910 Stimmen).

### Abgeordneter für Barcelona in Madrid
Danach ging sein Aufstieg zum Parlamentsabgeordneten im Kongress schnell. Er stand für sozialen Fortschritt, Republik und Unabhängigkeit. Selbst definierte er sich als Linker. Ohne lange Mitgliedschaft bei Esquerra Republicana de Catalunya (ERC) wurde ihm von Oriol Junqueras, den er seit Dezember 2014 kannte, eine Kandidatur bei den Wahlen zum spanischen Parlament am 20. Dezember 2015 angetragen. Beobachter erklären den schnellen Aufstieg einerseits mit wahltaktischen Erwägungen, nach denen er in der Gruppe der spanischen Binnenmigranten, aus der er stammte, Stimmen holen sollte, und andererseits mit seinem Redetalent.
Esquerra Republicana erzielte bei den spanischen Parlamentswahlen 2015 604.285 Stimmen, was 2,4 % in ganz Spanien bedeutete und ein Plus von 6 auf insgesamt 9 Abgeordneten bedeutete.
Nach der vorzeitigen Parlamentsauflösung wurde er zum Spitzenkandidaten  von Esquerra für die Kongresswahlen am 26. Juni 2016 gewählt und bildete erneut ein Tandem mit Joan Tardà. Esquerra wurde bei den Wahlen in Katalonien mit 18,17 % zweitstärkste Partei und konnte sich in absoluten Wählerstimmen noch einmal steigern und kam auf 639.652, was für ganz Spanien 2,66 % ergab und weiterhin 9 Sitze im Kongress.

### Katalanisches „Unabhängigkeitsreferendum“
Kurz vor dem für den 1. Oktober in Katalonien geplanten „Unabhängigkeitsreferendum“ stellte Gabriel Rufián am 20. September 2017 in einer Fragestunde dem spanischen Ministerpräsidenten Mariano Rajoy diese Frage: „Sind Sie der Meinung, dass die spanische Regierung gegenüber dem Willen des Volkes von Katalonien eine demokratische Antwort gibt?“ (“¿Considera que el Gobierno español está dando una respuesta democrática a la voluntad del pueblo de Cataluña?”) Nach der Antwort Rajoys erklärte Rufián seinen Standpunkt zu dieser fundamentalen Frage: Es gehe darum, das vor achtzig Jahren gestohlene Katalonien zurückzugewinnen. Man tue das auch für die anderen Nationen Spaniens: für die Kastilier, die Andalusier, die Basken und die Katalanen. Nehme man am Referendum am 1. Oktober teil, sei man noch kein Unabhängigkeitskämpfer, sondern demokratisch, mutig und antifaschistisch.
Als das Referendum schließlich durchgeführt wurde, zeigte der spanische Staat seine Entschlossenheit, Katalonien nicht in die Unabhängigkeit zu entlassen. Der Vorsitzende von Esquerra Republicana Oriol Junqueras wurde wegen „Rebellion“, „Aufstand“ und „Veruntreuung öffentlicher Mittel“ verhaftet und mit anderen katalanischen Politikern in Madrid vor Gericht gestellt. Damit war die katalanische Gesellschaft aber nicht versöhnt, sondern, wie Walther L. Bernecker analysiert, „zutiefst zerrissen“ und das auf Jahre.

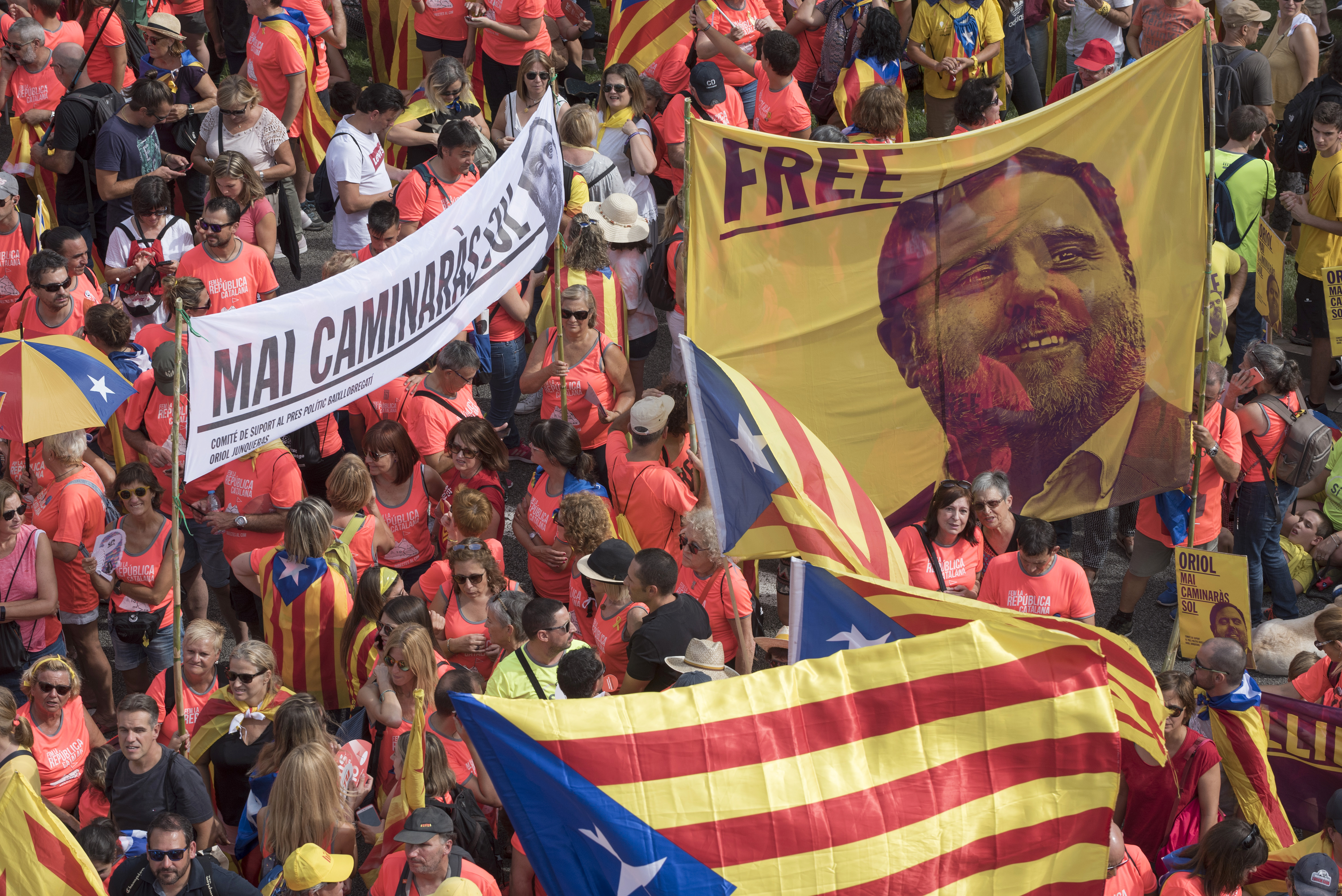
Plakate für Junqueras, 2018

Damit steigerte sich die Bedeutung Rufiáns noch einmal, da er im Kongress zum Sprachrohr der Unabhängigkeitsbewegung wurde.

### Einfluss auf die Regierungspolitik von Pedro Sánchez
Die politische Eskalation in Spanien durch die ungelöste Katalonien-Krise (2017) führte zu Neuwahlen im April 2019. Spitzenkandidat war jetzt der in Madrid wegen „Rebellion“ vor Gericht stehende Oriol Junqueras i Vies. Dies zog eine Welle der Solidarisierung in Katalonien nach sich. ERC errang 3,91 % und 15 Sitze und wurde mit 24,59 % stärkste Partei in Katalonien. De-facto-Fraktionschef war allerdings Gabriel Rufián, zumal Oriel Junqueras sein Mandat nach der spanischen Rechtsprechung aberkannt wurde.

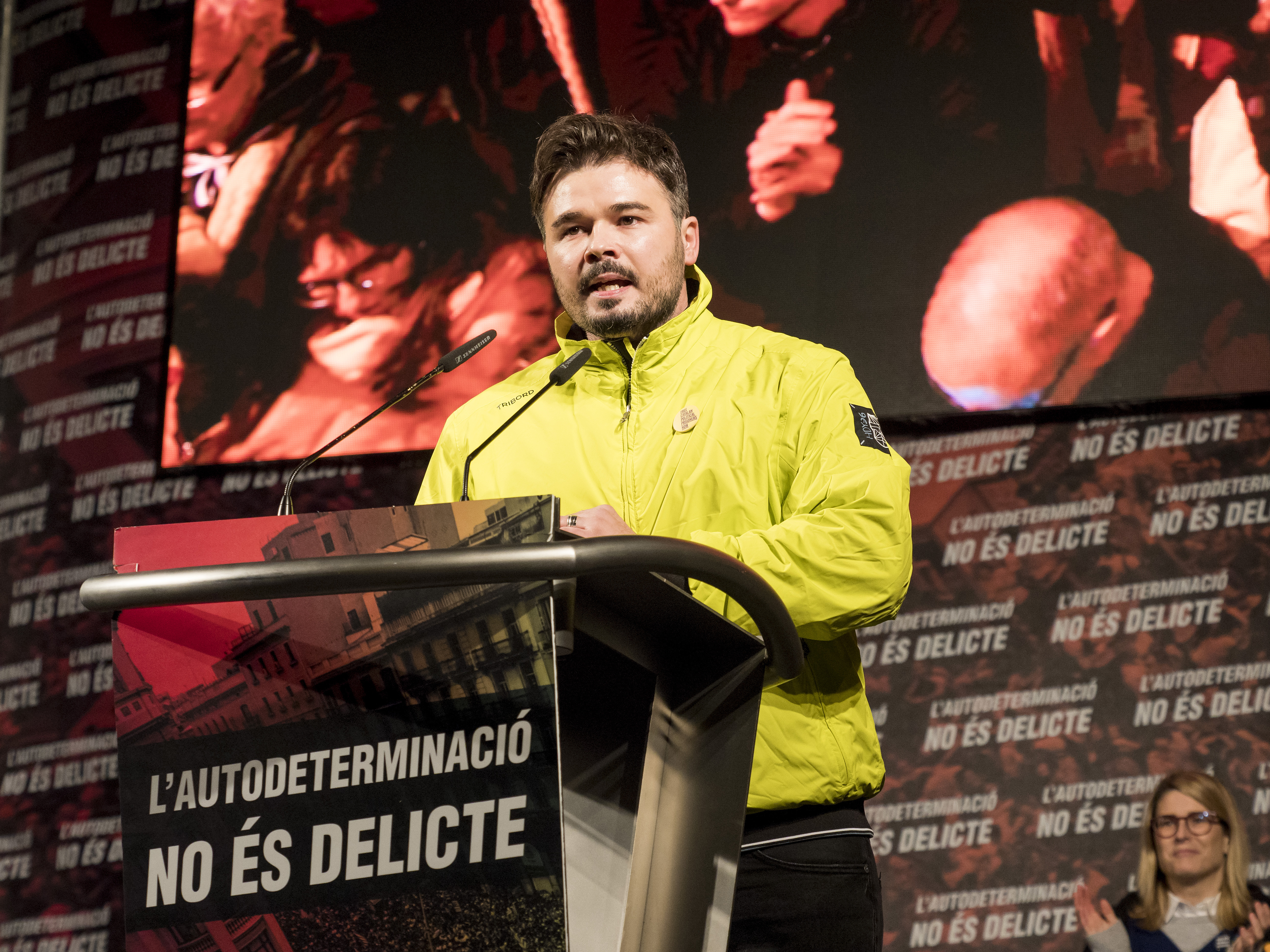
Veranstaltung Selbstbestimmung ist kein Delikt, 2019

Der Widerstand der PSOE gegen ein offizielles Bündnis mit Podemos machten Neuwahlen im November notwendig. Nach der Verurteilung Junqueras' wurde Rufián wieder Spitzenkandidat. ERC errang 3,63 % und 13 Sitze und wurde wieder stärkste Partei in Katalonien. Die politische Situation hatte sich hin zu einer Koalition von PSOE mit Podemos verändert. Kleine, regionale Parteien machten eine knappe politischen Mehrheit zugunsten einer Regierung unter Pedro Sánchez möglich. Nachdem Sánchez politische Gespräche über die Zukunft Kataloniens zugesichert hatte, enthielt sich ERC mit dem Fraktionsvorsitzenden Rufián bei der parlamentarischen Abstimmung über die Regierung Sánchez und machte die Wahl der Regierung möglich.
Die aktuellen Mehrheitsverhältnisse ermöglichen den kleineren Parteien, größeren Einfluss auf die Politik zu gewinnen.

## Schriften
- Gabriel Rufián, Maiol Roger: El polític imprevist (Interview). Angle, Barcelona 2016, 1. Auflage, ISBN 978-84-16139-92-7
- Gabriel Rufián (Vorwort: Oriol Junqueras; Nachwort: Joan Tardà; Übersetzung: Carlota Vidal-Folch): Ser d’esquerres és ser l’últim de la fila (i saber-ho). Catarata, Barcelona 2019, 1. Auflage, ISBN 978-84-9097-683-8
- Gabriel Rufián: El 15M facha: ideas para un futuro en disputa. Temas de hoy, Barcelona 2020, 1. Auflage, ISBN 978-84-9998-802-3